# A Debreceni VSC 2007–2008-as szezonja
A Debreceni VSC 2007–2008-as szezonja szócikk a Debreceni VSC első számú férfi labdarúgócsapatának egy szezonjáról szól, mely sorozatban a 15., összességében pedig a 30. idénye a csapatnak a magyar első osztályban. A klub fennállásának ekkor volt a 105. évfordulója.

## Mérkőzések
| Színmagyarázat | Színmagyarázat |
| -------------- | -------------- |
|                | Győzelem.      |
|                | Döntetlen.     |
|                | Vereség.       |

### Bajnokok Ligája
2. selejtezőkör
| Első mérkőzés 2007. július 31. 20:45 |

| Debreceni VSC | 0 – 1   | Elfsborg                             |
| ------------- | ------- | ------------------------------------ |
| Dzsudzsák 30' | (0 – 0) | Mobaeck 64' Holmén 10' Andersson 55' |

| Oláh Gábor utcai stadion, Debrecen Nézőszám: 10 000 Játékvezető: Sten Kaldma (észt) |

| Visszavágó 2007. augusztus 8. 19:00 |

| Elfsborg                               | 0 – 0   | Debreceni VSC                                          |
| -------------------------------------- | ------- | ------------------------------------------------------ |
| Svensson 29' Ishizaki 45+1' Wiland 74' | (0 – 0) | Komlósi 22' Kouemaha 68′, 88′ Kerekes 85' Sándor 90+1' |

| Borås Arena, Borås Nézőszám: 13 000 Játékvezető: Claudio Circhetta (svájci) |

### Soproni Liga 2007–08

#### Őszi fordulók
| 1. forduló 2007. július 22. 18:00 |

| Diósgyőr             | 1 – 2               | Debreceni VSC                          |
| -------------------- | ------------------- | -------------------------------------- |
| Katona 21' Douva 88' | (1 – 2) Jegyzőkönyv | Kouemaha 8' 16' Bernáth 63' Sidibe 70' |

| Oláh Gábor utcai stadion, Debrecen Nézőszám: 6 000 Játékvezető: Iványi Zoltán (magyar) |

| 2. forduló 2007. július 27. 19:00 |

| Debreceni VSC                | 2 – 0               | Győri ETO |
| ---------------------------- | ------------------- | --------- |
| Dzsudzsák 45' Demjén 57' 57' | (1 – 0) Jegyzőkönyv |           |

| Oláh Gábor utcai stadion, Debrecen Nézőszám: 6 000 Játékvezető: Szabó Zsolt (magyar) |

| 3. forduló 2007. augusztus 3. 19:00 |

| BFC Siófok               | 1 – 1               | Debreceni VSC                              |
| ------------------------ | ------------------- | ------------------------------------------ |
| Melczer 19' Homonyik 79' | (1 – 1) Jegyzőkönyv | Rudolf 35' 87' Csernyánszki 32' Bíró 90+3' |

| Révész Géza utcai stadion, Siófok Nézőszám: 2 500 Játékvezető: Bede Ferenc (magyar) |

| 4. forduló 2007. augusztus 11. 15:00 |

| Debreceni VSC                                           | 3 – 2               | Zalaegerszegi TE                                         |
| ------------------------------------------------------- | ------------------- | -------------------------------------------------------- |
| Dzsudzsák 19' 55' 72' Demjén 53' Vukmir 19' Bernáth 20' | (1 – 2) Jegyzőkönyv | Koplárovics 30' Pekič 43' Polgár 14' Vulin 35' Dudić 72' |

| Oláh Gábor utcai stadion, Debrecen Nézőszám: 7 000 Játékvezető: Fábián Mihály (magyar) |

| 5. forduló 2007. augusztus 17. 19:00 |

| MTK Budapest                                            | 3 – 2               | Debreceni VSC                                  |
| ------------------------------------------------------- | ------------------- | ---------------------------------------------- |
| Kanta 20' (11-esből) Urbán 67' Kulcsár 72' Lambulić 41' | (1 – 2) Jegyzőkönyv | Rudolf 40' Kouemaha 45' (11-esből) Bernáth 53' |

| Hidegkuti Nándor Stadion, Budapest Nézőszám: 1 200 Játékvezető: Andó-Szabó Sándor (magyar) |

| 6. forduló 2007. augusztus 25. 16:00 |

| Debreceni VSC                                                                      | 4 – 0               | Kaposvári Rákóczi           |
| ---------------------------------------------------------------------------------- | ------------------- | --------------------------- |
| Kerekes 47' Kouemaha 48' Sándor 68' Leandro 73' Dzsudzsák 50' Rudolf 54' Dombi 88' | (0 – 0) Jegyzőkönyv | Vasiljević 56' Zahorecz 82' |

| Oláh Gábor utcai stadion, Debrecen Nézőszám: 5 500 Játékvezető: Sulyok Gergely (magyar) |

| 7. forduló 2007. szeptember 2. 19:00 |

| Budapest Honvéd                                                   | 3 – 1               | Debreceni VSC                         |
| ----------------------------------------------------------------- | ------------------- | ------------------------------------- |
| Hercegfalvi 62' 81' Tóth 65' Bárányos 71' (11-esből) 83′ Bila 29' | (0 – 0) Jegyzőkönyv | Leandro 47' Dzsudzsák 31' Komlósi 83' |

| Bozsik József Stadion, Budapest Nézőszám: 3 000 Játékvezető: Arany Tamás (magyar) |

| 8. forduló 2007. szeptember 14. 19:00 |

| Debreceni VSC                          | 2 – 0               | Vasas                                   |
| -------------------------------------- | ------------------- | --------------------------------------- |
| Komlósi 43' 48' Kerekes 88' Takács 29' | (1 – 0) Jegyzőkönyv | Tandari 41' Pavičević 28′, 50′ Tóth 70' |

| Oláh Gábor utcai stadion, Debrecen Nézőszám: 5 000 Játékvezető: Berger József (magyar) |

| 9. forduló 2007. szeptember 22. 15:00 |

| Nyíregyháza Spartacus                | 1 – 1               | Debreceni VSC                     |
| ------------------------------------ | ------------------- | --------------------------------- |
| Menougong 9' 30' Cséke 63' Zabos 68' | (1 – 0) Jegyzőkönyv | Kerekes 65' Vukmir 17' Takács 26' |

| Nyíregyháza Városi Stadion, Nyíregyháza Nézőszám: 9 500 Játékvezető: Vad II. István (magyar) |

| 10. forduló 2007. szeptember 29. 18:00 |

| Debreceni VSC                                              | 4 – 1               | FC Tatabánya |
| ---------------------------------------------------------- | ------------------- | ------------ |
| Kerekes 2' Dzsudzsák 7' Sándor 33' Sztojkov 52' (11-esből) | (3 – 0) Jegyzőkönyv | Takács 61'   |

| Oláh Gábor utcai stadion, Debrecen Nézőszám: 4 000 Játékvezető: Andó-Szabó Sándor (magyar) |

| 11. forduló 2007. október 6. 15:00 |

| Rákospalotai EAC | 0 – 4               | Debreceni VSC                                          |
| ---------------- | ------------------- | ------------------------------------------------------ |
| Kapcsos 16′, 48′ | (0 – 1) Jegyzőkönyv | Kiss 41' Kouemaha 49' Sándor 52' 62' Dzsudzsák 90' 47' |

| Budai II László Stadion, Budapest Nézőszám: 1 000 Játékvezető: Iványi Zoltán (magyar) |

| 12. forduló 2007. október 20. 18:00 |

| Debreceni VSC            | 4 – 2               | FC Sopron                    |
| ------------------------ | ------------------- | ---------------------------- |
| Kouemaha 11' 18' 28' 61' | (3 – 1) Jegyzőkönyv | Zana 7' Belić 84' Györök 34' |

| Oláh Gábor utcai stadion, Debrecen Nézőszám: 5 500 Játékvezető: Mészáros István (magyar) |

- A mérkőzést törölték és 3–0-val a Debreceni VSC-nek került jóváírásra.

| 13. forduló 2007. november 5. 18:00 |

| FC Fehérvár                           | 0 – 0               | Debreceni VSC |
| ------------------------------------- | ------------------- | ------------- |
| Sitku 61' Dvéri 74' Csobánki 36′, 83′ | (0 – 0) Jegyzőkönyv | Leandro 55'   |

| Sóstói Stadion, Székesfehérvár Nézőszám: 862 Játékvezető: Vad II. István (magyar) |

| 14. forduló 2007. november 10. 16:00 |

| Debreceni VSC            | 1 – 1               | Paksi FC                                |
| ------------------------ | ------------------- | --------------------------------------- |
| Kouemaha 54' Leandro 90' | (0 – 0) Jegyzőkönyv | Éger 74' Heffler 55' Hanák 76' Báló 78' |

| Oláh Gábor utcai stadion, Debrecen Nézőszám: 4 000 Játékvezető: Fábián Mihály (magyar) |

| 15. forduló 2007. november 23. 19:00 |

| Újpest                                     | 1 – 1               | Debreceni VSC          |
| ------------------------------------------ | ------------------- | ---------------------- |
| Korcsmár 90' Pető 36' Kiss 45' Tisza 90+1' | (0 – 0) Jegyzőkönyv | Leandro 51' Rudolf 70' |

| Szusza Ferenc Stadion, Budapest Nézőszám: 6 245 Játékvezető: Kassai Viktor (magyar) |

#### Tavaszi fordulók
| 16. forduló 2008. február 22. 19:00 |

| Debreceni VSC                                            | 3 – 0               | Diósgyőr                |
| -------------------------------------------------------- | ------------------- | ----------------------- |
| Kerekes 69' 90+3' 90+3' Kiss 75' Sándor 25' Vukmir 90+2' | (0 – 0) Jegyzőkönyv | Kamber 35' Martínez 79' |

| Oláh Gábor utcai stadion, Debrecen Nézőszám: 6 000 Játékvezető: Vad II. István (magyar) |

| 17. forduló 2008. március 1. 15:00 |

| Győri ETO                                           | 3 – 1               | Debreceni VSC   |
| --------------------------------------------------- | ------------------- | --------------- |
| Stark 37' (11-esből) Völgyi 52' Böőr 83' Tokody 40' | (1 – 0) Jegyzőkönyv | Czvitkovics 88' |

| ETO Park, Győr Nézőszám: 2 500 Játékvezető: Mészáros István (magyar) |

| 18. forduló 2008. március 10. 18:00 |

| Debreceni VSC                                | 2 – 0               | BFC Siófok |
| -------------------------------------------- | ------------------- | ---------- |
| Kouemaha 27' 49' Czvitkovics 67' Leandro 32' | (1 – 0) Jegyzőkönyv | Nagy 33'   |

| Oláh Gábor utcai stadion, Debrecen Nézőszám: 4 500 Játékvezető: Berger József (magyar) |

| 19. forduló 2008. március 15. 15:00 |

| Zalaegerszegi TE   | 1 – 2               | Debreceni VSC                      |
| ------------------ | ------------------- | ---------------------------------- |
| Botis 35' Méyé 11' | (1 – 1) Jegyzőkönyv | Dombi 43' Czvitkovics 69' Máté 17' |

| ZTE Aréna, Zalaegerszeg Nézőszám: 8 500 Játékvezető: Solymosi Péter (magyar) |

| 20. forduló 2008. március 22. 15:00 |

| Debreceni VSC                        | 0 – 2               | MTK Budapest       |
| ------------------------------------ | ------------------- | ------------------ |
| Dombi 77' Takács 87′ Czvitkovics 90' | (0 – 0) Jegyzőkönyv | Pál 78' Pollák 88' |

| Oláh Gábor utcai stadion, Debrecen Nézőszám: 5 000 Játékvezető: Kassai Viktor (magyar) |

| 21. forduló 2008. március 30. 16:00 |

| Kaposvári Rákóczi                                                   | 2 – 2               | Debreceni VSC                   |
| ------------------------------------------------------------------- | ------------------- | ------------------------------- |
| Szakály 23' Oláh 63' Pintér 34' Zahorecz 41' Pest 70' Bozović 90+2' | (1 – 0) Jegyzőkönyv | Leandro 72' Bíró 90+3' Máté 61′ |

| Rákóczi Stadion, Kaposvár Nézőszám: 3 000 Játékvezető: Andó-Szabó Sándor (magyar) |

| 22. forduló 2008. április 5. 15:00 |

| Debreceni VSC                   | 1 – 0               | Budapest Honvéd |
| ------------------------------- | ------------------- | --------------- |
| Kerekes 10' Kiss 35' Sándor 90' | (1 – 0) Jegyzőkönyv | Benjamin 80'    |

| Oláh Gábor utcai stadion, Debrecen Nézőszám: 4 000 Játékvezető: Arany Tamás (magyar) |

| 23. forduló 2008. április 11. 19:00 |

| Vasas                                             | 0 – 3               | Debreceni VSC                                      |
| ------------------------------------------------- | ------------------- | -------------------------------------------------- |
| Pavičević 22' Németh 69' Tóth 82′, 83′ Piller 86' | (0 – 2) Jegyzőkönyv | Kouemaha 9' Leandro 24' Czvitkovics 71' Huszák 34' |

| Illovszky Rudolf Stadion, Budapest Nézőszám: 1 500 Játékvezető: Iványi Zoltán (magyar) |

| 24. forduló 2008. április 19. 15:00 |

| Debreceni VSC                                                            | 4 – 1               | Nyíregyháza Spartacus                 |
| ------------------------------------------------------------------------ | ------------------- | ------------------------------------- |
| Huszák 25' Takács 44' Bagoly 73' (öngól) Leandro 83' (11-esből) Bíró 86' | (2 – 0) Jegyzőkönyv | Bagoly 51' (11-esből) 83' Mboussi 41' |

| Oláh Gábor utcai stadion, Debrecen Nézőszám: 6 000 Játékvezető: Bede Ferenc (magyar) |

| 25. forduló 2008. április 26. 19:00 |

| FC Tatabánya          | 1 – 2               | Debreceni VSC                  |
| --------------------- | ------------------- | ------------------------------ |
| Vámosi 84' (11-esből) | (0 – 2) Jegyzőkönyv | Takács 23' 67' Kerekes 44' 85' |

| BVSC Stadion, Budapest Nézőszám: zárt kapus Játékvezető: Bognár Tamás (magyar) |

| 26. forduló 2008. május 3. 19:00 |

| Debreceni VSC                               | 4 – 0               | Soproni REAC         |
| ------------------------------------------- | ------------------- | -------------------- |
| Czvitkovics 51' Kerekes 56' 78' Leandro 74' | (0 – 0) Jegyzőkönyv | Erős 38' Horváth 61' |

| Oláh Gábor utcai stadion, Debrecen Nézőszám: 6 000 Játékvezető: Arany Tamás (magyar) |

| 27. forduló 2008. május 10. |

| FC Sopron | 0 – 3               | Debreceni VSC |
| --------- | ------------------- | ------------- |
|           | (0 – 0) Jegyzőkönyv |               |

| Káposztás utcai Stadion, Sopron |

- A mérkőzést törölték és 3–0-val a Debreceni VSC-nek került jóváírásra.

| 28. forduló 2008. május 17. 13:00 |

| Debreceni VSC                                                    | 3 – 0               | FC Fehérvár |
| ---------------------------------------------------------------- | ------------------- | ----------- |
| Huszák 49' Czvitkovics 57' Kouemaha 89' Mészáros 73' Kerekes 80' | (0 – 0) Jegyzőkönyv | Koller 56'  |

| Oláh Gábor utcai stadion, Debrecen Nézőszám: 7 000 Játékvezető: Bede Ferenc (magyar) |

| 29. forduló 2008. május 23. 19:00 |

| Paksi FC                              | 2 – 2               | Debreceni VSC                                                  |
| ------------------------------------- | ------------------- | -------------------------------------------------------------- |
| Báló 36' 36' Belényesi 69' Tamási 89' | (1 – 0) Jegyzőkönyv | Leandro 49' Bogdanović 73' Kouemaha 40' Huszák 55' Komlósi 63' |

| Fehérvári úti stadion, Paks Nézőszám: 4 000 Játékvezető: Solymosi Péter (magyar) |

| 30. forduló 2008. május 31. 15:00 |

| Debreceni VSC                 | 3 – 1               | Újpest               |
| ----------------------------- | ------------------- | -------------------- |
| Bogdanović 7' 86' Kerekes 39' | (2 – 0) Jegyzőkönyv | Regedei 85' Habi 56′ |

| Oláh Gábor utcai stadion, Debrecen Nézőszám: 8 500 Játékvezető: Arany Tamás (magyar) |

#### A bajnokság végeredménye
|    | Csapat                | Játszott | Gy | D  | V  | LG | KG | GK  | Pont |
| -- | --------------------- | -------- | -- | -- | -- | -- | -- | --- | ---- |
| 1  | MTK Budapest          | 30       | 20 | 6  | 4  | 65 | 22 | +43 | 66   |
| 2  | Debreceni VSC         | 30       | 19 | 7  | 4  | 67 | 27 | +40 | 64   |
| 3  | Győri ETO             | 30       | 17 | 9  | 4  | 66 | 34 | +32 | 60   |
| 4  | Újpest                | 30       | 16 | 7  | 7  | 57 | 40 | +17 | 55   |
| 5  | FC Fehérvár           | 30       | 17 | 3  | 10 | 48 | 32 | +16 | 54   |
| 6  | Kaposvári Rákóczi     | 30       | 15 | 8  | 7  | 50 | 37 | +13 | 53   |
| 7  | Zalaegerszegi TE      | 30       | 13 | 7  | 10 | 55 | 39 | +15 | 46   |
| 8  | Budapest Honvéd       | 30       | 12 | 7  | 11 | 45 | 36 | +11 | 43   |
| 9  | Nyíregyháza Spartacus | 30       | 12 | 6  | 12 | 36 | 36 | 0   | 42   |
| 10 | Vasas                 | 30       | 12 | 5  | 13 | 42 | 45 | –3  | 41   |
| 11 | Paksi FC              | 30       | 10 | 9  | 11 | 53 | 50 | +3  | 39   |
| 12 | Rákospalotai EAC      | 30       | 8  | 9  | 13 | 44 | 58 | –14 | 33   |
| 13 | BFC Siófok            | 30       | 7  | 8  | 15 | 36 | 46 | –10 | 29   |
| 14 | Diósgyőr              | 30       | 5  | 13 | 12 | 45 | 63 | –18 | 28   |
| 15 | FC Tatabánya¹         | 30       | 3  | 4  | 23 | 37 | 92 | –55 | 13   |
| 16 | FC Sopron²            | törölve  |    |    |    |    |    |     |      |

* Gy: Győzelem D: Döntetlen V: Vereség LG: Lőtt gól KG: Kapott gól GK: Gólkülönbség
|  | A Bajnokok Ligája selejtezőjének második körébe jut     |
|  | Az UEFA-kupa selejtezőjének első fordulójába jut        |
|  | UEFA Intertotó Kupa selejtezőjének első fordulójába jut |
|  | Kiesők                                                  |

¹Az FC Tatabánya a 2008/09-es bajnokságra nem kért licencet.

²Jogerős licencmegvonás, és így kizárva a bajnokságból.

#### Az eredmények összesítése
Az alábbi táblázatban összesítve szerepelnek a Debreceni VSC 2007/08-as bajnokságban elért eredményei.
| Ősz/tavasz (forduló)    | Otthon | Otthon | Otthon | Otthon | Otthon | Otthon | Otthon | Idegenben | Idegenben | Idegenben | Idegenben | Idegenben | Idegenben | Idegenben |
| Ősz/tavasz (forduló)    | M      | GY     | D      | V      | LG–KG  | GK     | P      | M         | GY        | D         | V         | LG–KG     | GK        | P         |
| ----------------------- | ------ | ------ | ------ | ------ | ------ | ------ | ------ | --------- | --------- | --------- | --------- | --------- | --------- | --------- |
| Őszi szezon (1–15.)     | 7      | 6      | 1      | 0      | 19–4   | +15    | 19     | 8         | 2         | 4         | 2         | 12–10     | +2        | 10        |
| Tavaszi szezon (16–30.) | 8      | 7      | 0      | 1      | 20–4   | +16    | 21     | 7         | 4         | 2         | 1         | 15–9      | +6        | 14        |
| Összesen (1–30.)        | 15     | 13     | 1      | 1      | 39–8   | +31    | 40     | 15        | 6         | 6         | 3         | 27–19     | +8        | 24        |

#### Helyezések fordulónként
| Forduló  | 1  | 2  | 3 | 4  | 5 | 6  | 7 | 8  | 9 | 10 | 11 | 12 | 13 | 14 | 15 | 16 | 17 | 18 | 19 | 20 | 21 | 22 | 23 | 24 | 25 | 26 | 27 | 28 | 29 | 30 |
| -------- | -- | -- | - | -- | - | -- | - | -- | - | -- | -- | -- | -- | -- | -- | -- | -- | -- | -- | -- | -- | -- | -- | -- | -- | -- | -- | -- | -- | -- |
| Helyszín | I  | O  | I | O  | I | O  | I | O  | I | O  | I  | O  | I  | O  | I  | O  | I  | O  | I  | O  | I  | O  | I  | O  | I  | O  | I  | O  | I  | O  |
| Eredmény | GY | GY | D | GY | V | GY | V | GY | D | GY | GY | GY | D  | D  | D  | GY | V  | GY | GY | V  | D  | GY | GY | GY | GY | GY | GY | GY | D  | GY |
| Helyezés | 6  | 3  | 5 | 2  | 4 | 2  | 4 | 3  | 3 | 2  | 2  | 1  | 3  | 3  | 3  | 2  | 3  | 2  | 2  | 2  | 4  | 4  | 4  | 2  | 2  | 2  | 2  | 2  | 2  | 2  |

Helyszín: O = Otthon; I = Idegenben. Eredmény: GY = Győzelem; D = Döntetlen; V = Vereség.

### Magyar kupa
| 4. forduló 2007. szeptember 26. 17:00 |

| Kecskeméti TE                       | 2 – 4               | Debreceni VSC                                                           |
| ----------------------------------- | ------------------- | ----------------------------------------------------------------------- |
| Csordás 30' Kopunović 89' Lungu 11' | (1 – 3) Jegyzőkönyv | Kerekes 23' 18' Sándor 35' Kiss 26' Kouemaha 86' Leandro 6' Komlósi 66' |

| Széktói Stadion, Kecskemét Játékvezető: Iványi Zoltán (magyar) |

| 5. forduló Első mérkőzés 2007. október 24. 14:30 |

| Kaposvölgye VSC  | 2 – 5               | Debreceni VSC                                         |
| ---------------- | ------------------- | ----------------------------------------------------- |
| Godslove 44' 67' | (1 – 3) Jegyzőkönyv | Sztojkov 5' 39' 69' Zsolnai 6' Rudolf 77' Leandro 40' |

| Nagyberki Játékvezető: Szilasi Szabolcs (magyar) |

| 5. forduló Visszavágó 2007. november 7. 13:00 |

| Debreceni VSC                                             | 6 – 2               | Kaposvölgye VSC                                        |
| --------------------------------------------------------- | ------------------- | ------------------------------------------------------ |
| Szilágyi 1' 38' Czvitkovics 30' 47' Sztojkov 60' Nagy 68' | (3 – 1) Jegyzőkönyv | Huzmi 26' Nikolič 88' Udvari 3' Szögedi 30' Gellér 36' |

| Oláh Gábor utcai stadion, Debrecen Játékvezető: Gaál Gyöngyi (magyar) |

| Negyeddöntő Első mérkőzés 2008. március 19. 18:00 |

| FC Fehérvár                   | 2 – 1               | Debreceni VSC        |
| ----------------------------- | ------------------- | -------------------- |
| Farkas 4' Sitku 66' Lázár 39' | (1 – 0) Jegyzőkönyv | Leandro 59' Szűcs 3′ |

| Sóstói Stadion, Székesfehérvár Játékvezető: Fábián Mihály (magyar) |

| Negyeddöntő Visszavágó 2008. március 27. 18:00 |

| Debreceni VSC                                                     | 3 – 1               | FC Fehérvár                     |
| ----------------------------------------------------------------- | ------------------- | ------------------------------- |
| Bogdanović 31' Kerekes 55' Ďurica 86' (öngól) Bíró 14' Sándor 90' | (1 – 0) Jegyzőkönyv | Koller 84' Mohl 10' Sitku 90+1' |

| Oláh Gábor utcai stadion, Debrecen Játékvezető: Bede Ferenc (magyar) |

| Elődöntő Első mérkőzés 2008. április 2. 17:00 |

| DAC 1912 FC                                          | 1 – 4               | Debreceni VSC                                      |
| ---------------------------------------------------- | ------------------- | -------------------------------------------------- |
| Laki 24' Pásztor 25' Fleischhacker 81′ Ludánszki 89' | (1 – 1) Jegyzőkönyv | Rudolf 16' 48' Kouemaha 67' Demjén 77' Leandro 28' |

| Győr Játékvezető: Király Krisztián (magyar) |

| Elődöntő Visszavágó 2008. április 8. 18:00 |

| Debreceni VSC                                                                  | 6 – 0               | DAC 1912 FC   |
| ------------------------------------------------------------------------------ | ------------------- | ------------- |
| Bogdanović 37' 74' 87' 90+1' Czvitkovics 71' Huszák 85' Fodor 68' Szatmári 75' | (1 – 0) Jegyzőkönyv | Ludánszki 38' |

| Oláh Gábor utcai stadion, Debrecen Játékvezető: Gaál Gyöngyi (magyar) |

| Döntő Első mérkőzés 2008. május 28. 18:00 |

| Budapest Honvéd                            | 0 – 7               | Debreceni VSC                                                                 |
| ------------------------------------------ | ------------------- | ----------------------------------------------------------------------------- |
| Filó 11' Adewunmi 57′ Pomper 68' Dobos 73′ | (0 – 3) Jegyzőkönyv | Leandro 9' Rudolf 18' 29' Czvitkovics 30' 83' Kouemaha 57' 78' 89' Takács 69' |

| Bozsik József Stadion, Budapest Játékvezető: Kassai Viktor (magyar) |

| Döntő Visszavágó 2008. június 4. 18:00 |

| Debreceni VSC                                           | 2 – 1               | Budapest Honvéd                  |
| ------------------------------------------------------- | ------------------- | -------------------------------- |
| Czvitkovics 74' 58' Leandro 77' Bernáth 54' Kerekes 85' | (0 – 1) Jegyzőkönyv | Filó 39' Pomper 30' Bárányos 68' |

| Oláh Gábor utcai stadion, Debrecen Játékvezető: Vad II. István (magyar) |

### Ligakupa

#### Őszi csoportkör (C csoport)
| 1. forduló 2007. augusztus 15. 19:00 |

| Diósgyőr                        | 2 – 0               | Debreceni VSC            |
| ------------------------------- | ------------------- | ------------------------ |
| Simon 60' Lipusz 86' Kállai 77′ | (0 – 0) Jegyzőkönyv | Spitzmüller 17' Bíró 73′ |

| DVTK-stadion, Miskolc Játékvezető: Solymosi Péter (magyar) |

| 2. forduló 2007. augusztus 22. 16:00 |

| Debreceni VSC                     | 3 – 2               | Nyíregyháza Spartacus                |
| --------------------------------- | ------------------- | ------------------------------------ |
| Zsolnai 28' Kerekes 41' Dombi 68' | (2 – 0) Jegyzőkönyv | Moldovan 58' Cséke 83' Miskolczi 55' |

| Oláh Gábor utcai stadion, Debrecen Játékvezető: Iványi Zoltán (magyar) |

| 3. forduló 2007. szeptember 9. 18:00 |

| Debreceni VSC                         | 3 – 0               | Vasas                         |
| ------------------------------------- | ------------------- | ----------------------------- |
| Kerekes 54' Sidibe 60' Takács 80' 81' | (0 – 0) Jegyzőkönyv | Rebryk 26' Kiss 30' Balog 40' |

| Oláh Gábor utcai stadion, Debrecen Játékvezető: Fábián Mihály (magyar) |

| 4. forduló 2007. szeptember 19. 19:00 |

| Vasas                | 1 – 1               | Debreceni VSC           |
| -------------------- | ------------------- | ----------------------- |
| Mundi 22' Piller 67' | (1 – 0) Jegyzőkönyv | Kouemaha 76' Nagy 90+1' |

| Illovszky Rudolf Stadion, Budapest Játékvezető: Solymosi Péter (magyar) |

| 5. forduló 2007. október 3. 18:00 |

| Debreceni VSC            | 1 – 1               | Diósgyőr            |
| ------------------------ | ------------------- | ------------------- |
| Kouemaha 61' Komlósi 85' | (0 – 1) Jegyzőkönyv | Ngam 43' Lipusz 75' |

| Oláh Gábor utcai stadion, Debrecen Játékvezető: Sulyok Gergely (magyar) |

| 6. forduló 2007. október 10. 15:00 |

| Nyíregyháza Spartacus                                  | 0 – 2               | Debreceni VSC                                                 |
| ------------------------------------------------------ | ------------------- | ------------------------------------------------------------- |
| Miskolczi 34' Szilágyi 50' Hegedűs 73' Bagoly 17′, 87′ | (0 – 1) Jegyzőkönyv | Sidibe 6' Kouemaha 74' Vukmir 9' Komlósi 28′, 50′ Kerekes 62' |

| Nyíregyháza Városi Stadion, Nyíregyháza Játékvezető: Szabó Zsolt (magyar) |

#### A C csoport végeredménye
| Csapat                | M | Gy | D | V | G+ | G– | Gk | P  |
| --------------------- | - | -- | - | - | -- | -- | -- | -- |
| Debreceni VSC         | 6 | 3  | 2 | 1 | 10 | 6  | +4 | 11 |
| Diósgyőr              | 6 | 3  | 1 | 2 | 6  | 6  | 0  | 10 |
| Nyíregyháza Spartacus | 6 | 3  | 0 | 3 | 8  | 6  | +2 | 9  |
| Vasas                 | 6 | 1  | 1 | 4 | 5  | 11 | –6 | 4  |

#### Őszi negyeddöntő
| Első mérkőzés 2007. október 17. 20:30 |

| Debreceni VSC                                                              | 3 – 0               | Újpest               |
| -------------------------------------------------------------------------- | ------------------- | -------------------- |
| Czvitkovics 29' Kerekes 78' Kouemaha 90+2' Rudolf 37' Dombi 75' Sándor 83' | (1 – 0) Jegyzőkönyv | Densill 51' Kiss 81′ |

| Oláh Gábor utcai stadion, Debrecen Játékvezető: Fábián Mihály (magyar) |

| Visszavágó 2007. október 28. 17:30 |

| Újpest                                        | 0 – 0               | Debreceni VSC |
| --------------------------------------------- | ------------------- | ------------- |
| Vermes 6' Haman 18' Densill 39' Okechukwu 48' | (0 – 0) Jegyzőkönyv | Kerekes 50′   |

| Szusza Ferenc Stadion, Budapest |

#### Őszi elődöntő
| Első mérkőzés 2007. október 31. 18:00 |

| Debreceni VSC                | 1 – 4               | Diósgyőr                                           |
| ---------------------------- | ------------------- | -------------------------------------------------- |
| Sidibe 49' Nagy 52' Bíró 80' | (0 – 2) Jegyzőkönyv | Katona 18' Simon 28' 58' 42' Lipusz 68' Hegedűs 6' |

| Oláh Gábor utcai stadion, Debrecen Játékvezető: Andó-Szabó Sándor (magyar) |

| Visszavágó 2007. november 14. 18:00 |

| Diósgyőr                                           | 2 – 3               | Debreceni VSC                                            |
| -------------------------------------------------- | ------------------- | -------------------------------------------------------- |
| Vukmir 48' (öngól) Simon 60' Sipeki 28' Farkas 82' | (0 – 2) Jegyzőkönyv | Szilágyi 28' 32' Kouemaha 90+1' Komlósi 26' Szatmári 59' |

| DVTK-stadion, Miskolc Játékvezető: Szabó Zsolt (magyar) |

#### Tavaszi csoportkör (C csoport)
| 1. forduló 2007. november 30. 13:00 |

| Rákospalotai EAC          | 3 – 1               | Debreceni VSC   |
| ------------------------- | ------------------- | --------------- |
| Torma 33' 42' Kapcsos 49' | (2 – 0) Jegyzőkönyv | Czvitkovics 50' |

| Budai II László Stadion, Budapest Játékvezető: Berger József (magyar) |

| 2. forduló 2007. december 5. 13:00 |

| Debreceni VSC                             | 2 – 1               | Nyíregyháza Spartacus               |
| ----------------------------------------- | ------------------- | ----------------------------------- |
| Takács 8' 90' Czvitkovics 34' Bernáth 81' | (2 – 0) Jegyzőkönyv | Apostu 47' Szilágyi 57' Cséke 90+2' |

| Oláh Gábor utcai stadion, Debrecen Játékvezető: Szabó Zsolt (magyar) |

| 3. forduló 2007. december 8. 13:00 |

| Debreceni VSC                | 2 – 1               | Budapest Honvéd       |
| ---------------------------- | ------------------- | --------------------- |
| Takács 41' 80' 77' Dombi 88' | (1 – 1) Jegyzőkönyv | Esad 37' Benjamin 40' |

| Oláh Gábor utcai stadion, Debrecen Játékvezető: Solymosi Péter (magyar) |

| 4. forduló 2008. február 16. 13:00 |

| Budapest Honvéd                         | 1 – 2               | Debreceni VSC                        |
| --------------------------------------- | ------------------- | ------------------------------------ |
| Ivancsics 4' Takács 67' Hercegfalvi 81′ | (1 – 2) Jegyzőkönyv | Dombi 20' Kouemaha 45' 10' Szűcs 35' |

| Bozsik József Stadion, Budapest Játékvezető: Szabó Zsolt (magyar) |

| 5. forduló 2008. február 20. 14:00 |

| Debreceni VSC                                            | 3 – 2               | Rákospalotai EAC                      |
| -------------------------------------------------------- | ------------------- | ------------------------------------- |
| Nagy 22' Rudolf 47' 71' Fodor 55' Szűcs 73' Poleksić 90' | (1 – 1) Jegyzőkönyv | Nyerges 32' 73' Varga 78' Horváth 82' |

| Oláh Gábor utcai stadion, Debrecen Játékvezető: Hegedűs Attila (magyar) |

| 6. forduló 2008. február 27. 14:00 |

| Nyíregyháza Spartacus                                | 0 – 0               | Debreceni VSC       |
| ---------------------------------------------------- | ------------------- | ------------------- |
| Vukadinović 17' Cséke 35' Luis Ramos 45' Hegedűs 53' | (0 – 0) Jegyzőkönyv | Nagy 30' Vukmir 45' |

| Nyíregyháza Városi Stadion, Nyíregyháza Játékvezető: Nagy Róbert (magyar) |

#### A C csoport végeredménye
| Csapat                | M | Gy | D | V | G+ | G– | Gk | P  |
| --------------------- | - | -- | - | - | -- | -- | -- | -- |
| Debreceni VSC         | 6 | 4  | 1 | 1 | 10 | 8  | +2 | 13 |
| REAC                  | 6 | 3  | 1 | 2 | 9  | 10 | –1 | 91 |
| Budapest Honvéd       | 6 | 2  | 2 | 2 | 13 | 8  | +5 | 8  |
| Nyíregyháza Spartacus | 6 | 0  | 2 | 4 | 4  | 10 | –6 | 2  |

- 1 A REAC-tól 1 pontot levontak.

#### Tavaszi negyeddöntő
| Első mérkőzés 2008. március 5. 18:00 |

| Újpest              | 1 – 5               | Debreceni VSC                                                                            |
| ------------------- | ------------------- | ---------------------------------------------------------------------------------------- |
| Hajdú 50' Böjte 90' | (0 – 1) Jegyzőkönyv | Sztojkov 6' Kouemaha 59' 85' Huszák 65' Leandro 77' Vukmir 53' Szűcs 63' Spitzmüller 90' |

| Szusza Ferenc Stadion, Budapest Játékvezető: Vad II. István (magyar) |

| Visszavágó 2008. március 12. 17:00 |

| Debreceni VSC                       | 5 – 0               | Újpest                                                    |
| ----------------------------------- | ------------------- | --------------------------------------------------------- |
| Bogdanović 8' 44' 51' 77' Rezes 13' | (3 – 0) Jegyzőkönyv | Szalma 8' Fűzfa 17' Dvorschák 56' Szolnoki 63' Tolnai 80' |

| Oláh Gábor utcai stadion, Debrecen Játékvezető: Iványi Zoltán (magyar) |

#### Tavaszi elődöntő
| Első mérkőzés 2008. április 16. 18:00 |

| Debreceni VSC           | 2 – 0               | BFC Siófok     |
| ----------------------- | ------------------- | -------------- |
| Chigou 8' 28' Varga 88' | (2 – 0) Jegyzőkönyv | Miklósvári 90' |

| Oláh Gábor utcai stadion, Debrecen Játékvezető: Vad II. István (magyar) |

| Visszavágó 2008. április 23. 16:00 |

| BFC Siófok     | 0 – 0               | Debreceni VSC |
| -------------- | ------------------- | ------------- |
| Magasföldi 82' | (0 – 0) Jegyzőkönyv | Chigou 64'    |

| Révész Géza utcai stadion, Siófok |

#### Tavaszi döntő
1. mérkőzés
| 2008. április 30. 18:00 |

| Győri ETO                                      | 2 – 0               | Debreceni VSC                  |
| ---------------------------------------------- | ------------------- | ------------------------------ |
| Tokody 40' Dudás 43' Varga R. 80' Kovács 90+1' | (2 – 0) Jegyzőkönyv | Takács 66' Éles 69' Chigou 81' |

| ETO Park, Győr Játékvezető: Vad István (magyar) |

2. mérkőzés
| 2008. május 7. 18:00 |

| Debreceni VSC                                                                | 6 – 0               | Győri ETO                        |
| ---------------------------------------------------------------------------- | ------------------- | -------------------------------- |
| Kouemaha 9' 44' Huszák 33' Bogdanović 78' 84' Pákolicz 79' (öngól) Szűcs 56' | (3 – 0) Jegyzőkönyv | Abdoulaye 19' Šupić 32' Jäkl 64' |

| Oláh Gábor utcai stadion, Debrecen Játékvezető: Kassai Viktor (magyar) |

- A 2007–08-as ligakupa tavaszi szezonját a Debreceni VSC csapata nyerte.

#### Nagydöntő
1. mérkőzés
| 2008. május 14. 18:00 |

| FC Fehérvár        | 1 – 0               | Debreceni VSC |
| ------------------ | ------------------- | ------------- |
| Dajić 22' Nagy 87' | (1 – 0) Jegyzőkönyv | Fodor 45'     |

| Sóstói Stadion, Székesfehérvár Játékvezető: Bognár Tamás (magyar) |

2. mérkőzés
| 2008. május 20. 20:45 |

| Debreceni VSC        | 0 – 2               | FC Fehérvár                                 |
| -------------------- | ------------------- | ------------------------------------------- |
| Rudolf 32' Szűcs 66' | (0 – 0) Jegyzőkönyv | Sifter 58' Sitku 71' Dajić 36' Csobánki 90' |

| Oláh Gábor utcai stadion, Debrecen Játékvezető: Iványi Zoltán (magyar) |

- A 2007–08-as ligakupát az FC Fehérvár csapata nyerte.

### Szuperkupa
| Első mérkőzés 2007. július 11. 20:30 |

| Budapest Honvéd                          | 1 – 1                         | Debreceni VSC                                   |
| ---------------------------------------- | ----------------------------- | ----------------------------------------------- |
| Ivancsics 26' Pomper 55' Hercegfalvi 65' | (1 – 0) Jegyzőkönyv Részletek | Kouemaha 67' Vukmir 31' Komlósi 60' Bernáth 89' |

| Bozsik József Stadion, Budapest Nézőszám: 2 500 Játékvezető: Arany Tamás (magyar) |

| Visszavágó 2007. július 15. 20:30 |

| Debreceni VSC                 | 3 – 0                         | Budapest Honvéd                       |
| ----------------------------- | ----------------------------- | ------------------------------------- |
| Dzsudzsák 7' 17' Kiss 31' 50' | (3 – 0) Jegyzőkönyv Részletek | Benjamin 25' Genito 57' Vincze G. 64' |

| Oláh Gábor utca, Debrecen Nézőszám: 7 000 Játékvezető: Solymosi Péter (magyar) |

## Külső hivatkozások
- A csapat hivatalos honlapja Archiválva 2011. június 16-i dátummal a Wayback Machine-ben
- A Magyar Labdarúgó Szövetség honlapja, adatbankja
- A csapat mérkőzései